# Evarcha picta
Evarcha picta là một loài nhện trong họ Salticidae.
Loài này thuộc chi Evarcha. Evarcha picta được Wanda Wesołowska & Antonius van Harten miêu tả năm 2007.